# Paramaxates khasiana
Paramaxates khasiana là một loài bướm đêm trong họ Geometridae.